# Strenquels
Strenquels település Franciaországban, Lot megyében. Lakosainak száma 264 fő (2022. január 1.). Strenquels Condat, Martel, Saint-Denis-lès-Martel, Saint-Michel-de-Bannières és Le Vignon-en-Quercy községekkel határos.

## Népesség
A település népessége az elmúlt években az alábbi módon változott:
| Lakosok száma | 279  | 222  | 207  | 257  | 253  | 254  | 271  | 273  | 275  | 264  |
|               | 1968 | 1982 | 1990 | 2006 | 2013 | 2015 | 2017 | 2019 | 2020 | 2022 |